# Armando Valladares
Armando Valladares Pérez (ur. 30 maja 1937 w Pinar del Río) – kubański pisarz, poeta oraz więzień polityczny i działacz społeczny.

## Życiorys
W wieku 23 lat został uwięziony za sprzeciw wobec reżimu Fidela Castro. Sądzony w procesie bez świadków i dowodów, został skazany przez kubański sąd na 30 lat więzienia. W więzieniu był szykanowany, przetrzymywany w izolatce i poddawany torturom fizycznym oraz psychicznym. Przebywając w uwięzieniu, Valladares spisywał swoje wiersze na bibule papierosowej, dzięki czemu mogły być przemycane i publikowane poza granicami Kuby.
W więzieniu spędził 22 lata. Został zwolniony w 1982 na osobistą prośbę François Mitterranda, do czego przyczyniły się działania jego żony Marty. Po uwolnieniu wyemigrował do USA.
Jego wspomnienia z okresu uwięzienia zostały przetłumaczone na 18 języków.

## Upamiętnienie
Starania żony Valladaresa o uwolnienie męża zostały opisane przez Jacka Kaczmarskiego w wierszu Listy.

## Twórczość
- Desde mi Silla de Ruedas (1976)
- El Corazon Con Que Vivo (1980)
- Cavernas del Silencio (1983)
- Contra Toda Esperanza • 22 Años en el Gulag de las Américas (1985)
- El Alma de un Poeta (1988)